# حكومة علي رضا الركابي الثالثة / الحكومة السورية
تشكلت حكومة علي رضا الركابي الثانية بموجب بلاغ أميري رســمي بتاريخ 9 آذار 1920 نشــر في جــريدة العاصمة العدد / 108 / لعام  1920. وهي أول حكومة تشكلت بعد إعلان الاستقلال الأول وميلاد المملكة السورية العربية، كذلك فهي أول حكومة اشتملت على منصب وزير الخارجية، وأول وزارة قدمت بيانها الوزاري إلى المؤتمر السوري العام ونالت الثقة على أساسه، وثاني حكومة يرأسها علي رضا الركابي.
كانت الحكومة مقربة من الملك فيصل الأول وتحوي شخصيات من غير مؤيدي قتال فرنسا والداعين لقبول الانتداب، ولقاء التجاذب بين الحكومة وبين غالبية أعضاء المؤتمر السوري العام الداعي لقتال فرنسا حجبت الثقة عنها في 2 أيار 1920، ردًا على ما اعتبره المؤتمر تواطئًا من قبلها في التعامل مع احتلال فرنسا لمنطقة البقاع الغربي. استقالت في 3 أيار 1920 في ضوء الإعلان عن وضع سورية تحت الانتداب.

## أبرز منجزاتها
في البيان الوزاري لهذه الحكومة قالت أن سياستها الخارجية لن تتعارض مع سياسة الحلفاء، بل بالأحرى ستتعاون معهم لتثبيت استقلال البلاد الحاضرة، أما على الصعيد الداخلي أقرت الحكومة بقاء جميع القوانين الصادرة عن الدولة العثمانية حتى يجد المؤتمر السوري العام فرصة لاستبدالها، وقالت الحكومة أنها ستنظم انتخابات لمجلس تشريعي بعد إقرار الدستور في المؤتمر، وستسعى لترجمة الكتب العلمية إلى العربية دعمًا للثقافة، وكلا الأمرين لن يتما بسبب تسارع الأحداث الداخلية الممثلة بمعارضة المؤتمر السوري العام لسياسة الحكومة الخارجية الممثلة بقبول الانتداب الفرنسي على سوريا، خصوصًا بعد إقراره رسميًا في مؤتمر سان ريمو.
أبرز أعمال الحكومة أيضًا استكمال التعيينات الإدارية على الولايات والسناجق، فسمي رشيد طليع وزير الداخلية الأسبق واليًا على حلب، وسعدي الملا واليًا على حماة، كذلك فقد عينت الحكومة مصطفى نعمة قائدًا للجيش ويوسف العظمة رئيسًا لأركانه، وعطا الأيوبي وفوزي الكيلاني وفايز شهابي، أعضاءً في مجلس الشورى. كذلك فقد أقرت الحكومة مشروع بناء مصانع النسيج في حلب وغيرها من المناطق، بالاتفاق مع التجار المحليين، وفي شهر أبريل أصدرت الحكومة القانون الأساسي للنقد السوري واسمه «الدينار السوري» المربوط بالذهب والمقسم إلى مائة قرش، ويعتبر كل خمس وعشرين قرشًا ريالاً، كذلك قد دعت الحكومة جميع مواليد 1900، للخدمة العسكرية الإلزامية وذلك تنفيذًا لقانون التجنيد الإجباري الذي أصدرته الحكومة السابقة.

## التشكيل الوزراي
| المنصب                               | الصورة | شاغل المنصب          | في المنصب من | في المنصب حتى |              |  |
| ------------------------------------ | ------ | -------------------- | ------------ | ------------- | ------------ |  |
| رئيس الحكومة                         |        | علي رضا الركابي      | 9 آذار 1920  | 3 أيار 1920   |              |  |
| وزير الداخلية                        |        | رضا الصلح            | 9 آذار 1920  | 25 تمـوز 1920 |              |  |
| وكيل وزارة الخارجية                  |        | سعيد الحسيني         | 9 آذار 1920  | 3 أيار 1920   | [ ملاحظة 1 ] |  |
| وكيل وزير الحربية                    |        | عبد الحميد القلطقجي  | 9 آذار 1920  | 3 أيار 1920   | [ ملاحظة 2 ] |  |
| وكيل وزارة المالية                   |        | فارس الخوري          | 9 آذار 1920  | 6 أيلـول 1920 |              |  |
| وكيل وزارة الحقانية                  |        | محمد جلال الدين زهدي | 9 آذار 1920  | 3 أيار 1920   |              |  |
| وزير المعارف                         |        | ساطع الحصري          | 9 آذار 1920  | 25 تمـوز 1920 |              |  |
| وكيل وزارة التجارة والزراعة والنافعة |        | يوسف الحكيم          | 9 آذار 1920  | 6 أيلـول 1920 |              |  |
|                                      |        |                      |              |               |              |  |
| رئيس مجلس الشورى                     |        | علاء الدين الدروبي   | 9 آذار 1920  | 25 تمـوز 1920 |              |  |

## الملاحظات
1. ↑  شغل السيد سعيد الحسيني المنصب وكيلاً لوزارة الخارجية، على أن يديرها السيد عوني عبد الهادي حين حضوره.
2. ↑  شغل اللواء عبد الحميد القلطقجي المنصب وكيلاً لوزارة الحربية، على أن يديرها رئيس أركان الحرب يوسف العظمة.

## روابط خارجية
- الحكومات السورية على موقع رئاسة مجلس الوزراء
- الحكومات السورية على موقع مجلس الشعب السوري
- وزارات الدولة على بوابة الحكومة الإلكترونية السورية
- الوزارات والهيئات الحكومية على موقع مجلس الشعب السوري
- الحكومة العربية في دمشق | وثائقي قناة العربي